# ابراهیم الهی
ابراهیم الهی چورن (متولد ۲۰ مهر ۱۳۸۴ در تنکابن) معروف به ابراهیم الهی ورزشکار کشتی گیر آزادکار اهل ایران است. از افتخارات الهی می توان به کسب مدال نقره قهرمانی کشتی جوانان آسیا ۲۰۲۳ در اردن اشاره کرد.
از دیگر عناوین ابراهیم الهی میتوان به کسب مدال طلای جام واردانیان ارمنستان ۲۰۲۴ اشاره کرد، که در فینال این رقابت ها با غلبه بر کشتی گیر میزبان موفق به کسب مقام اول برای ایران شد.

## فعالیت حرفه‌ای ورزشی
- طلای جهانی نوجوانان ایتالیا ۲۰۲۲[۵][۶]
- نقره جام جهانی بزرگسالان آمریکا ۲۰۲۲
- برنز تورنمت جام کرکین روسیه ۲۰۲۳[۷]
- برنز تورنمت جام دیمیتریف روسیه ۲۰۲۳